# Meridià 179 a l'est
El meridià 179 a l'est de Greenwich és una línia de longitud que s'estén des del pol Nord travessant l'oceà Àrtic, Àsia, l'oceà Índic, l'oceà Antàrtic, Nova Zelanda i l'Antàrtida fins al pol Sud.
El meridià 179 a l'est forma un cercle màxim amb el meridià 1 a l'oest. Com tots els altres meridians, la seva longitud correspon a una semicircumferència terrestre, uns 20.003,932 km. Al nivell de l'Equador, és a una distància del meridià de Greenwich de 19.926 km.

## De Pol a Pol
Començant en el pol Nord i dirigint-se cap al pol Sud, aquest meridià travessa:
| Coordenades                               | País, territori o mar | Notes |
| ----------------------------------------- | --------------------- | --- |
| 90° 0′ N, 179° 0′ E / 90.000°N,179.000°E  | Oceà Àrtic            | |
| 71° 15′ N, 179° 0′ E / 71.250°N,179.000°E | Rússia                | Districte autònom de Txukotka — Illa Wrangel |
| 70° 50′ N, 179° 0′ E / 70.833°N,179.000°E | Mar dels Txuktxis     | |
| 69° 20′ N, 179° 0′ E / 69.333°N,179.000°E | Rússia                | Districte autònom de Txukotka |
| 64° 42′ N, 179° 0′ E / 64.700°N,179.000°E | Mar de Bering         | Golf d'Anadir |
| 63° 19′ N, 179° 0′ E / 63.317°N,179.000°E | Rússia                | Districte autònom de Txukotka |
| 62° 20′ N, 179° 0′ E / 62.333°N,179.000°E | Mar de Bering         | |
| 51° 34′ N, 179° 0′ E / 51.567°N,179.000°E | Estats Units          | Alaska — illa d'Amchitka |
| 51° 30′ N, 179° 0′ E / 51.500°N,179.000°E | Oceà Pacífic          | Passa a l'est de l'illa de Vaitupu, Tuvalu (a 7° 29′ S, 178° 42′ E / 7.483°S,178.700°E) · Passa a l'oest de l'atol Funafuti, Tuvalu (a 8° 31′ S, 179° 2′ E / 8.517°S,179.033°E)                     |
| 16° 28′ S, 179° 0′ E / 16.467°S,179.000°E | Fiji                  | illa de Vanua Levu |
| 16° 55′ S, 179° 0′ E / 16.917°S,179.000°E | Mar de Koro           | Passa a l'est de l'illa de Makogai, Fiji (a 17° 26′ S, 178° 59′ E / 17.433°S,178.983°E) |
| 17° 36′ S, 179° 0′ E / 17.600°S,179.000°E | Fiji                  | Illa de Wakaya |
| 17° 37′ S, 179° 0′ E / 17.617°S,179.000°E | Oceà Pacífic          | Passa a l'oest de les illes Bounty, Nova Zelanda (a 47° 42′ S, 179° 2′ E / 47.700°S,179.033°E) · Passa a l'est de les illes Antípodes, Nova Zelanda (at 49° 41′ S, 178° 50′ E / 49.683°S,178.833°E) |
| 60° 0′ S, 179° 0′ E / 60.000°S,179.000°E  | Oceà Antàrtic         | |
| 78° 14′ S, 179° 0′ E / 78.233°S,179.000°E | Antàrtida             | Dependència de Ross, reclamat per Nova Zelanda |